# サンタマリア特命隊
『サンタマリア特命隊』（サンタマリアとくめいたい、原題：The Wrath of God）は、1972年制作のアメリカ合衆国の西部劇アクション映画。
ジャック・ヒギンズがジェームズ・グレアム名義で執筆した小説『神の怒り』（原題同じ）の映画化作品。ラルフ・ネルソン監督、ロバート・ミッチャム主演。また、リタ・ヘイワースの最後の出演作である。

## あらすじ
1922年、革命の混乱が続くメキシコ。独立運動で国を追われたアイルランド人のエメットは、革命軍による粛清の嵐に嫌気が差し国に帰ろうとするが、パスポートを盗まれてしまう。そんな彼に、元イギリス軍の情報将校ジェニングスがパスポートを取り戻してやるから、酒の密輸を手伝えと声をかけてくるが、実は反革命軍に渡す武器の密輸の片棒を担がせようとしていた。
酒を運ぶ道中、エメットはオープンカーに乗ったヴァン・ホーンという神父と出会う。指定の場所に着いたエメットは革命軍に殺されそうになるが、ヴァン・ホーンがマシンガンをぶっ放して革命軍の兵士たちを倒した。実はヴァン・ホーンは、かつては敬虔な神父だったが、持って生まれた正義感のために教会を追われ、今は盗賊となっていた。その後2人は革命軍に捕らえられ、ジェニングス共々処刑されることになる。
だがその直前、3人は革命軍の指導者サンティラ大佐から処刑を回避する代わりに、ある使命を命じられる。それは、モハダ地区を拠点に頑強に抵抗しているデ・ラ・プラタの暗殺だった。デ・ラ・プラタは2年前、父親と姉を革命軍に殺され、信仰の厚い母親を陵辱されたことで神やキリスト教を信じなくなり、教会を廃止してキリスト教の信仰を禁止して信仰する者を弾圧し、暴力でこの地を支配していた。3人はモハダ地区に潜入し、デ・ラ・プラタ打倒の機会を伺う。

## 訳書
- ジャック・ヒギンズ『サンタマリア特命隊』安達昭雄訳、河出文庫、1985年

## キャスト
- オリヴァー・ヴァン・ホーン：ロバート・ミッチャム
- エメット・キーオ：ケン・ハッチソン
- ジェニングス：ヴィクター・ブオノ
- トマス・デ・ラ・プラタ：フランク・ランジェラ
- デ・ラ・プラタの母：リタ・ヘイワース
- サンティラ大佐：ジョン・コリコス
- チェラ：ポーラ・プリチェット
- フラド：グレゴリー・シエラ